# 格羅德諾州
格羅德諾州（羅馬化：Hrodzenskaya voblasts，發音：[ˈɣrɔd͡zʲɛnskaja ˈvɔblasʲʦʲ] ⓘ）是位於白俄羅斯西北部的一個州。面積約25,000平方公里，2019年人口1,039,278。首府格羅德諾。该州与波兰、立陶宛接壤。

## 備註
1. ↑  傳統正寫法：